# Rui Medeiros
Rui Pedro Costa Melo Medeiros (ur. 1963 w Lizbonie) – portugalski prawnik i nauczyciel akademicki, w 2015 minister do spraw modernizacji administracji.

## Życiorys
Absolwent prawa na Universidade Católica Portuguesa, na tej samej uczelni uzyskiwał magisterium (1991) i doktorat (1999). Pozostał pracownikiem naukowym tego uniwersytetu, specjalizując się w zakresie prawa konstytucyjnego. W latach 2002–2005 kierował na tej uczelni wydziałem prawa. Podjął również praktykę adwokacką jako partner spółki prawniczej.
Od października do listopada 2015 sprawował urząd ministra do spraw modernizacji administracji w drugim gabinecie Pedra Passosa Coelho.